# Påfågelstucunaré
Påfågelstucunaré (Cichla orinocensis) är en fiskart som beskrevs av Alexander von Humboldt 1821. Påfågelstucunaré ingår i släktet Cichla och familjen Cichlidae. Inga underarter finns listade i Catalogue of Life.